# Medinet Habu

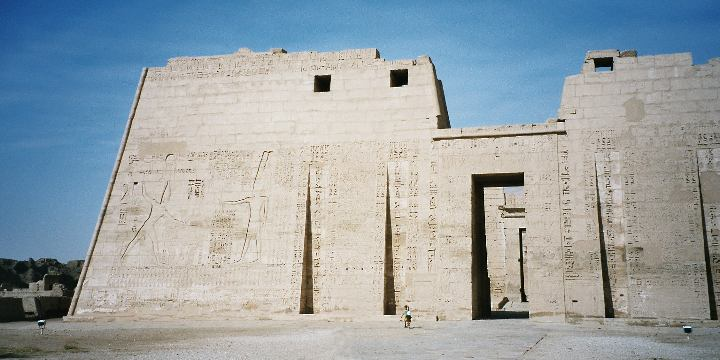
Första pylonen till Ramses III:s tempel i Medinet Habu.

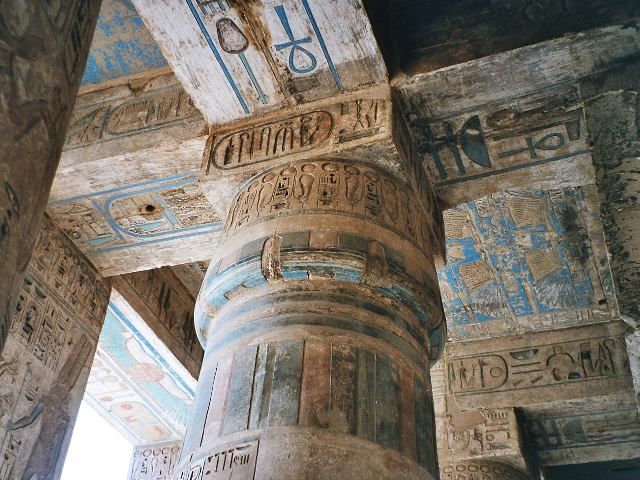
Dekorationer i sina ursprungsfärger i Medinet Habu-templet.

Medinet Habu (arabiska: مدينة هبو, معبد مدينة هابو) är det nutida arabiska namnet på en plats för flera forntida tempelruiner. Platsen som ingår i världsarvet Forntida Thebe, ligger på Nilens västra flodbank nära det nuvarande Luxor i Egypten. Den ligger i guvernementet Luxor, i den centrala delen av landet, 500 km söder om huvudstaden Kairo.

## Ramses III:s gravtempel
Ramses III:s gravtempel kallas även för Medinet Habu-templet eftersom det numera helt dominerar platsen. Dess fornegyptiska namn var Djemet. Medinet Habu låg på Nilens västra flodbank och var sammanbunden med floden genom en kanal. Templet låg i det forntida Egyptens södra huvudstad Thebe.
Kärnan i Ramses tempelanläggning var det 150 meter långa gravtemplet uppfört i sandsten. Porten till templet låg i den första pylonen varefter man kom in på en förgård med kungastatyer. I anslutning till templet låg ett ceremoniellt kungapalats söder om förgården. Porten i den andra pylonen ledde till en inre gård omgiven av pelarrader och fler statyer. Därifrån ledde en ramp upp till den stora hypostalhallen. Tempelväggarna var täckta av stenreliefer varav vissa har bevarat sina ursprungliga färger. Motiven föreställde Ramses III:s krig mot sjöfolken och libyerna, jaktscener och bilder från de religiösa fester som årligen firades i templet.
Utanför templet låg verkstäder, kontor, bostäder och en mängd förrådsmagasin. Templet fyllde en viktig ekonomisk funktion och ägde stora jordegendomar som sysselsatte åtskilliga människor enligt samtida dokument. Hela anläggning omgavs av en befäst mur byggd av lertegel. Under den Tredje mellantiden byggdes gravar och kapell åt Amons översteprästinnor i templet. Långt senare omvandlades det till en koptisk kyrka.
Arkeologiska undersökningar av templet har pågått sedan 1924 av Oriental Institute vid universitetet i Chicago.

## Amons tempel
Amontemplet i Medinet Habu, kallat Djeser Set, påbörjades under Hatshepsuts och Thutmosis III:s samregenttid. Templet uppfördes för firandet av Dalens fest då guden Amons heliga båt fördes dit från templet i Karnak. I helgedomen fanns ett rum avsett för den heliga båten och ett tredelat kapell. När Ramses III:s tempelanläggning uppfördes på platsen 300 år senare hamnade Amontemplet innanför dess yttre murar. Amons tempel byggdes ut under Sentiden.

## Ays och Horemhebs gravtempel
Utanför murarna till Ramses III:s tempel ligger det dåligt bevarade gravtempel som först påbörjades av Tutankhamon, men övertogs av hans efterträdare Ay och Horemheb.